# Tayr Debba
Tayr Debba (àrab: طير دبّا, Ṭayr Dubbā) és una petita ciutat del districte de Tir, a la governació del sud del Líban. És situada 7 quilòmetres a l'est de Tir i 88 quilòmetres al sud de Beirut. La seva superfície total de terra consta de 578 hectàrees i la seva elevació mitjana és de 200 metres sobre el nivell del mar. Hi ha dues escoles, una de pública i l'altra privada, que tenien un total de 607 estudiants el 2006.
Segons E. H. Palmer, «Teir Dubbeh» significa ‘la Fortalesa de l'Ós’.

El 1881, l'Enquesta de Palestina Occidental (SWP), del Fons per a l'Exploració de Palestina, el va descriure de la següent manera:
«Un poble construït amb pedra, que conté 250 metawileh, situat en una carena envoltada d'oliveres i figueres i terres cultivables. Hi ha tres cisternes, al poble.»
Tayr Debba és la ciutat natal del que va ser comandant de Hezbol·là Imad Mughniyeh, que va ser assassinat el 2008 a Síria.